# عبد شمس بن عبد مناف
عبد شمس بن عبد مناف بن قصي بن كلاب بن مرة بن كعب بن لؤي بن غالب بن فهر بن مالك بن النضر بن كنانة بن خزيمة بن مدركة بن إلياس بن مضر بن نزار بن معد بن عدنان. توأم جد النبي محمد صلى الله عليه وسلم هاشم بن عبد مناف الشقيق، وأمهم عاتكة بنت مره، وله من الأخوة غيره أربعة المطلب ونوفل وأبو عمرو وأبو عبيد، ومن الأخوات سته تماضر وحية وريطة وقلابة وبرة وهالة، وهو جد الخلفاء الأمويين وإليه ينتسب معاوية بني أبي سفيان، وعثمان بن عفان، وزوجة النبي محمد رملة بنت أبي سفيان، وعتاب بن أسيد، وخالد بن سعيد بن العاص، ومنه العاص بن أمية بن عبد شمس وحرب بن أمية بن عبد شمس.

## زوجاته وأولاده
كان لعبد شمس بن عبد مناف القرشي ست زوجات وثمانية أولاد من الذكور وخمسة بنات وهُمَ:
- تعجز بنت عُبَيد بن رؤاس الكلابية العامرية وولدت له: حبيب بن عبد شمس وبه كان يُكَنى وهو أكبر ولده، وأمية الأكبر بن عبد شمس ومن نسله ينحدر الخليفة الراشدي الثالث عثمان بن عفان والصحابي معاوية بن أبي سفيان وخلفاء الدولة الأموية في الشام وأمراء الدولة الأموية في الأندلس، وأميمة بنت عبد شمس.
- عبلة بنت عُبَيد بن جاذل الحنظلية التميمية وولدت له: أمية الأصغر بن عبد شمس، ونوفل بن عبد شمس، وعبد أمية بن عبد شمس، وأمة بنت عبد شمس ويُنسب أولادها وأحفادها إليها فيُقَالُ لهم العبلات.
- عمرة بنت وائل بن الدول الغامدية الأزدية وولدت له: عبد العزى بن عبد شمس ومن نسله ينحدر أبو العاص بن الربيع بن الربيع زوج زينب بنت رسول الله، ورقية بنت عبدشمس، والدة أمية بن أبي الصلت.
- أمنة بنت وهب بن عُمَير النصرية الأسدية وولدت له: ربيعة بن عبد شمس، وسُبَيعة بنت عبد شمس
- إمامة بنت الجودي الكندية وولدت له: الأعرج عبد الله بن عبد شمس وليس له عقب.
- عمرة بنت كرب الكندية وولدت له: عمرة بنت عبد شمس.